# Disastro della Bovisa
Disastro della Bovisa fu l'espressione con cui la stampa definì un grave incidente occorso il 10 novembre 1916 presso lo stabilimento della Boston Blacking Company nelle vicinanze della stazione ferroviaria della Bovisa, alla periferia nord di Milano. Durante il trasferimento di una grande quantità di combustibile altamente infiammabile da un vagone ferroviario ai sotterranei dello stabilimento, una scintilla fece esplodere alcuni locali della fabbrica, poi interamente distrutti da un incendio che coinvolse anche il carro ferroviario. Le vittime furono sette.

## Dinamica dell'incidente
Teatro del disastro del 1916 fu lo stabilimento milanese della ditta americana Boston Blacking Company, oggi nota come produttrice dei collanti Bostik. Lo stabilimento era situato in via Stefano Siccoli n. 23, a lato della ferrovia Milano-Saronno, ed era servito da un binario di raccordo su cui venivano inoltrati i convogli merci destinati a scaricare materiale per quello e altri stabilimenti limitrofi. Lo stabilimento era composto da una palazzina a un piano destinata agli uffici direzionali e alla portineria. Alle spalle della palazzina si trovava un cortile oltre al quale sorgeva la fabbrica dove lavoravano gli operai.
Alle 11 del mattino del 10 novembre un carro cisterna requisito alle ferrovie austriache veniva trainato da una locomotiva sul binario di raccordo dello stabilimento con un carico proveniente da Savona di 15 000 litri di xilene, un derivato del benzene, che doveva essere scaricato in uno dei due grandi serbatoi interrati posti sotto il cortile che divideva gli uffici dallo stabilimento; i due serbatoi erano collegati all'esterno da due tubi metallici che, passando attraverso la cantina degli uffici, affioravano di fronte alla palazzina di fianco al binario morto; da lì un tubo di gomma avvitato ai bocchettoni dei tubi permetteva il travaso dello xilene nei serbatoi. Al momento della tragedia un tubo di gomma era avvitato al bocchettone e il liquido scorreva dal carro cisterna ai serbatoi. 

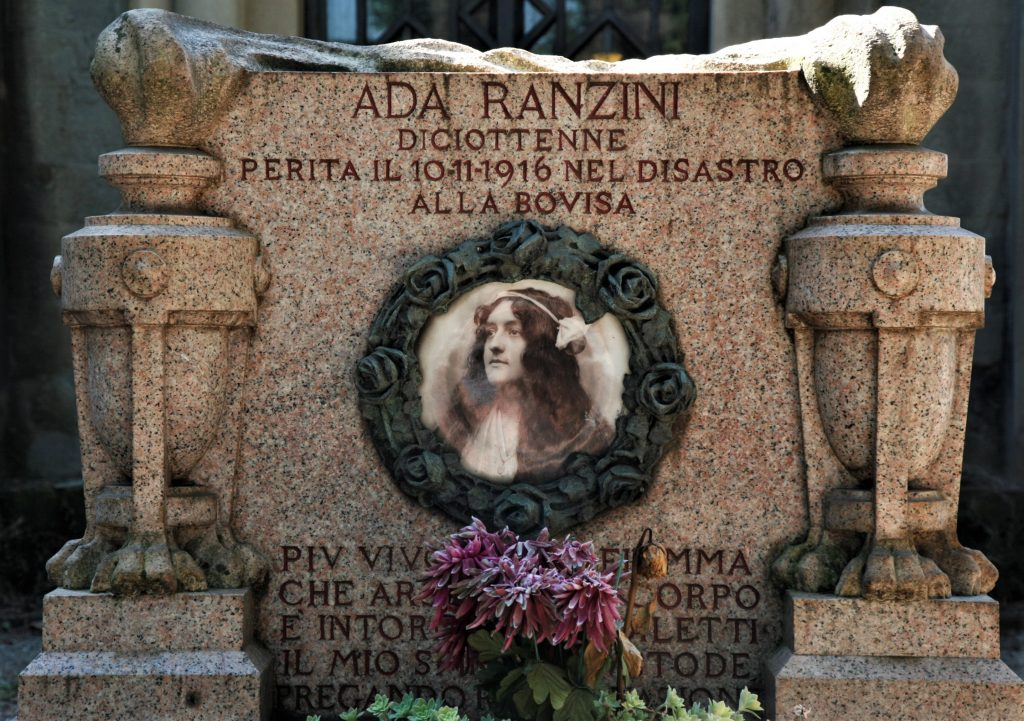
La tomba di Ada Ranzini al Monumentale di Milano

Il bambino della portinaia, di nove anni, che sorvegliava lo scarico controllando che nessuno calpestasse il tubo di gomma, vide delle lingue di fuoco scaturire dal tubo e, dando l'allarme, fuggì scampando allo scoppio che avvenne nelle cantine immediatamente dopo e che distrusse l'intero fabbricato degli uffici e della portineria.
L'esplosione e il conseguente incendio uccisero sette persone: il direttore statunitense Hopking, il cassiere Emilio Torreggiani, Adele Cambieri, Ada Ranzini, la portinaia Margherita Mammoli maritata Bicchi e la figlia Maddalena di dodici anni, la signorina Stlatter. Il fuoco avvolse anche il carro cisterna che prese fuoco senza esplodere.
I cadaveri delle vittime furono trasportati al Cimitero Monumentale dove, tuttora, è visibile la tomba di Ada Ranzini di diciotto anni. Sulla tomba si legge la seguente iscrizione:
«ADA RANZINI / DICIOTTENNE / PERITA IL 10-11-1916 NEL DISASTRO ALLA BOVISA / PIÙ VIVO DELLA FIAMMA / CHE ARSE IL MIO CORPO / È INTORNO A VOI DILETTI / IL MIO SPIRITO CUSTODE»